# TWILIGHT NAVIGATION
TWILIGHT NAVIGATION（トワイライト・ナビゲーション）は、1995年10月から2009年9月25日まで毎週土曜日の夕方にFMヨコハマが生放送していたラジオ番組。通称「トワナビ」。当初はハンカチメーカー、ブルーミング中西が冠スポンサーについていたことがあった（後に撤退）。

## パーソナリティ
- 柴田あずさ - 2009年10月からは、映画番組「シネマコンシェルジェ」を担当。
- ナビオくん - 彼は誰かの地声ではなく、声にエフェクトが掛けてある。その地声がだれかは不明。

## 番組概要
トワナビーズ・アングル
テーマを設けて、リスナーからのメッセージを受け付ける。回によっては「○○ vs ××」という対決形式になることも。
TN HEADLINE
世界のゴシップ、エンタメニュース
NAVI POP
コンピレーションアルバムや、カバーなどノンストップで放送する
TRAFFIC INFORMATION
土曜夕方にしては交通情報の回数が多いのも特徴。関東地方でこの時間一番多い。この時間帯のみ、トワナビのオリジナルジングルがあたまに被さって放送される。

## 放送時間の変遷
- 17:00 - 20:00（？ - 2006.3）
- 16:00 - 18:55（2006.4 - 2009.1）
- 16:00 - 18:25（2009.2 - 2009.3）
- 17:00 - 18:25（2009.4 - 2009.9）